# آکین گازی
آکین گازی (انگلیسی: Akin Gazi؛ زادهٔ ۱۵ اکتبر ۱۹۸۱) بازیگر اهل انگلستان است. وی از تبارِ ترک‌های قبرس است.
از فیلم‌ها یا برنامه‌های تلویزیونی که وی در آن نقش داشته است می‌توان به بدل شیطان، رقصنده صحرا و برش اشاره کرد.